# San Pedro (Filipinas)
San Pedro es una ciudad de la provincia de La Laguna en Filipinas. Según el censo del 2010, tiene 294 310 habitantes.

## Geografía
San Pedro está ubicado en la Región IV-A o Calabarzon. San Pedro es el límite entre Laguna y Metro Manila, por lo que San Pedro se conoce como "Puerta de entrada de Laguna a Metro Manila". San Pedro comparte límites con la ciudad más al sur de Metro Manila, Muntinlupa (norte) limita con el río Tunasan, Biñan (sur), Dasmariñas (oeste),  Carmona y Gen. Mariano Álvarez (suroeste) con destino al río San Isidro. Su posición hace de San Pedro una popular comunidad residencial suburbana, donde muchos residentes viajan diariamente a Metro Manila para trabajar.

### Barangayes

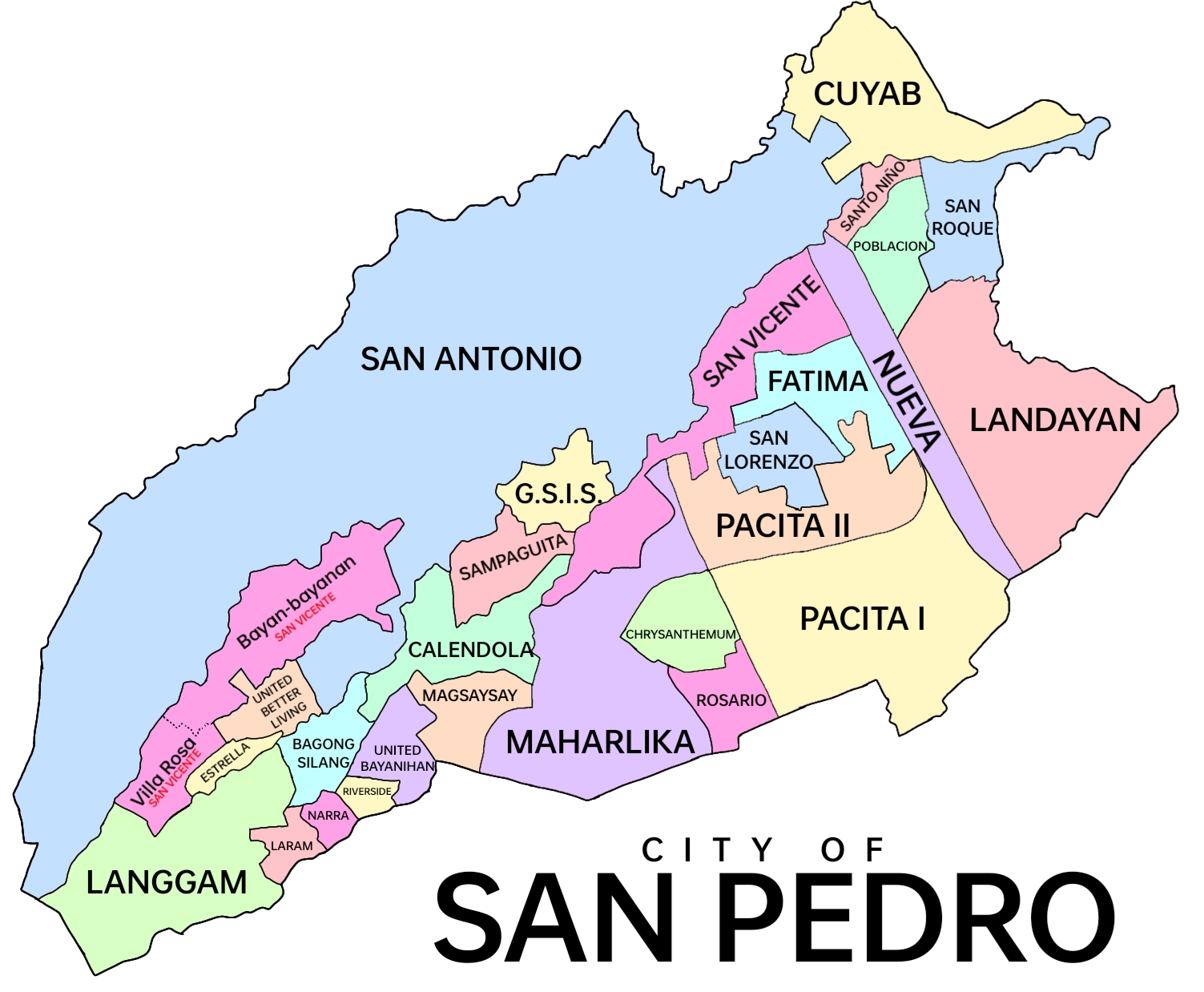
Barangay Map

San Pedro se subdivide políticamente en 27 barangayes.  Barangay San Antonio es el barangay más grande, que tiene un total de 780 hectáreas, mientras que Barangay San Vicente es el más poblado con una población total de 92 092.
- Bagong Silang
- Calendola
- Chrysanthemum[nota 1]
- Cuyab
- Estrella
- Fátima[nota 1]
- G.S.I.S.
- Landayan
- Langgam
- Laram
- Maharlika[nota 1]
- Magsaysay
- Narra
- Nueva
- Pacita 1[nota 1]
- Pacita 2[nota 1]
- Población
- Riverside
- Rosario[nota 1]
- Sampaguita Village
- San Antonio
- San Roque
- San Vicente
- San Lorenzo Ruiz[nota 1]
- Santo Niño
- United Bayanihan
- United Better Living

## Nota
1. 1 2 3 4 5 6 7  Se crearon siete nuevos barangays separados y distintos de su matriz, el barangay San Vicente, después de que fuera ratificado y aprobado mediante un plebiscito celebrado el 11 de julio de 2015 según la Resolución Nº 9969 de la COMELEC.[3]